# Escuela Preparatoria Thomas Jefferson (San Antonio)
La Escuela Preparatoria Thomas Jefferson (Thomas Jefferson High School) es una escuela preparatoria en San Antonio, Texas, Estados Unidos. Como parte del Distrito Escolar Independiente de San Antonio (SAISD por sus siglas en inglés), se ha construido en 1930-1932. El edificio tiene un diseño español-moro.
Tiene la Academia Magnet de Bellas Artes.

## Historia
La junta escolar de SAISD compró "Spanish Acres," una área de 32 acres, para la tercera escuela preparatoria de San Antonio por $94.588,75. La construcción comenzó en el otoño de 1930 y terminó en el enero de 1932. Fue construida por más de $1.250.000.
En 1938 la preparatoria tiene 2.394 estudiantes.
Fue incluido en el Registro Nacional de Lugares Históricos en 1983.

## Arquitectura
La empresa Adams and Adams diseñó la escuela. La entrada tiene dos torres de diferentes alturas y que utiliza el estilo barroco. Los torres tienen tejados de plata. El edificio de la escuela utiliza balcones de hierro forjado y techos de tejas españolas. Tiene dos courtyards, todos con paisajismo, están bordeadas por portales. Un courtyard tiene un estanque hexagonal con zócalos de azulejos. Hannibal y Eugene Pianta, un inmigrante italiano y su hijo, decoraron las principales columnas de la entrada y las balcones con la ornamentación de fundición de piedra. Jay C. Henry, el autor de Architecture in Texas: 1895-1945, afirmó que la arquitectura de la preparatoria es similar a la arquitectura de Lubbock High School.